# El Narco – Willkommen in der Drogenhölle
El Narco – Willkommen in der Drogenhölle (Originaltitel: El Infierno, spanisch für Die Hölle) ist ein mexikanischer Spielfilm aus dem Jahr 2010, der auf satirische Art und Weise den mexikanischen Drogenkrieg und das organisierte Verbrechen in Mexiko thematisiert.
Regie führte Luis Estrada, der gemeinsam mit Jaime Sampietro auch das Drehbuch verfasste. Die Hauptrollen spielten Damián Alcázar, Joaquín Cosío, Ernesto Gómez Cruz, María Rojo, Elizabeth Cervantes und Daniel Giménez Cacho. Er wurde produziert von Bandidos Films. Die Premiere fand am 3. September 2010 kurz vor den Feierlichkeiten zur 200-jährigen Unabhängigkeit Mexikos statt.

## Handlung
Der Film beginnt damit, dass Benjamin García, bekannt als „El Benny“, sich von seiner Mutter und seinem jüngeren Bruder verabschiedet, um in die USA auszuwandern. 20 Jahre später wird El Benny aus den USA abgeschoben und findet sein Dorf in einem verstörenden Zustand vor. Irrationale Gewalt, weitverbreitete Korruption und die wirtschaftliche Krise, die dem Land zu schaffen macht, haben es verwüstet. Da er keine Alternativen sieht und um seiner Familie zu helfen, beginnt El Benny mit dem Drogenhandel. Zum ersten Mal in seinem Leben erreicht er dadurch blitzartig Wohlstand und ein Leben voller Geld, Frauen und Gewalt. Allerdings erfährt er schließlich am eigenen Leib, dass die Verlockungen einer kriminellen Karriere nicht immer halten, was sie versprechen.

## Produktion
Der Film wurde von November bis zum 19. Dezember 2009 hauptsächlich im Bundesstaat San Luis Potosí und in Mexiko-Stadt gedreht.

## Rezeption
El Infierno war der kommerziell erfolgreichste Film, der anlässlich der 200-jährigen Unabhängigkeit Mexikos gedreht wurde. Er wurde von über 2 Mio. Zuschauern gesehen und brachte knapp 83 Mio. mexikanische Peso an den Kinokassen.
Der Film gewann zahlreiche Preise bei der Verleihung der Premios Ariel, u. a. für den besten Film, die beste Regie, den besten männlichen Hauptdarsteller, den besten männlichen Nebendarsteller und den besten Schnitt.